# Shannonomyia subsopora
Shannonomyia subsopora är en tvåvingeart som beskrevs av Alexander 1979. Shannonomyia subsopora ingår i släktet Shannonomyia och familjen småharkrankar.
Artens utbredningsområde är Bolivia. Inga underarter finns listade i Catalogue of Life.